# Amomum alborubellum
Amomum alborubellum är en enhjärtbladig växtart som beskrevs av Karl Moritz Schumann och Carl Karl Adolf Georg Lauterbach. Amomum alborubellum ingår i släktet Amomum och familjen Zingiberaceae.
Artens utbredningsområde är Papua Nya Guinea. Inga underarter finns listade i Catalogue of Life.